# Sacro Bosco

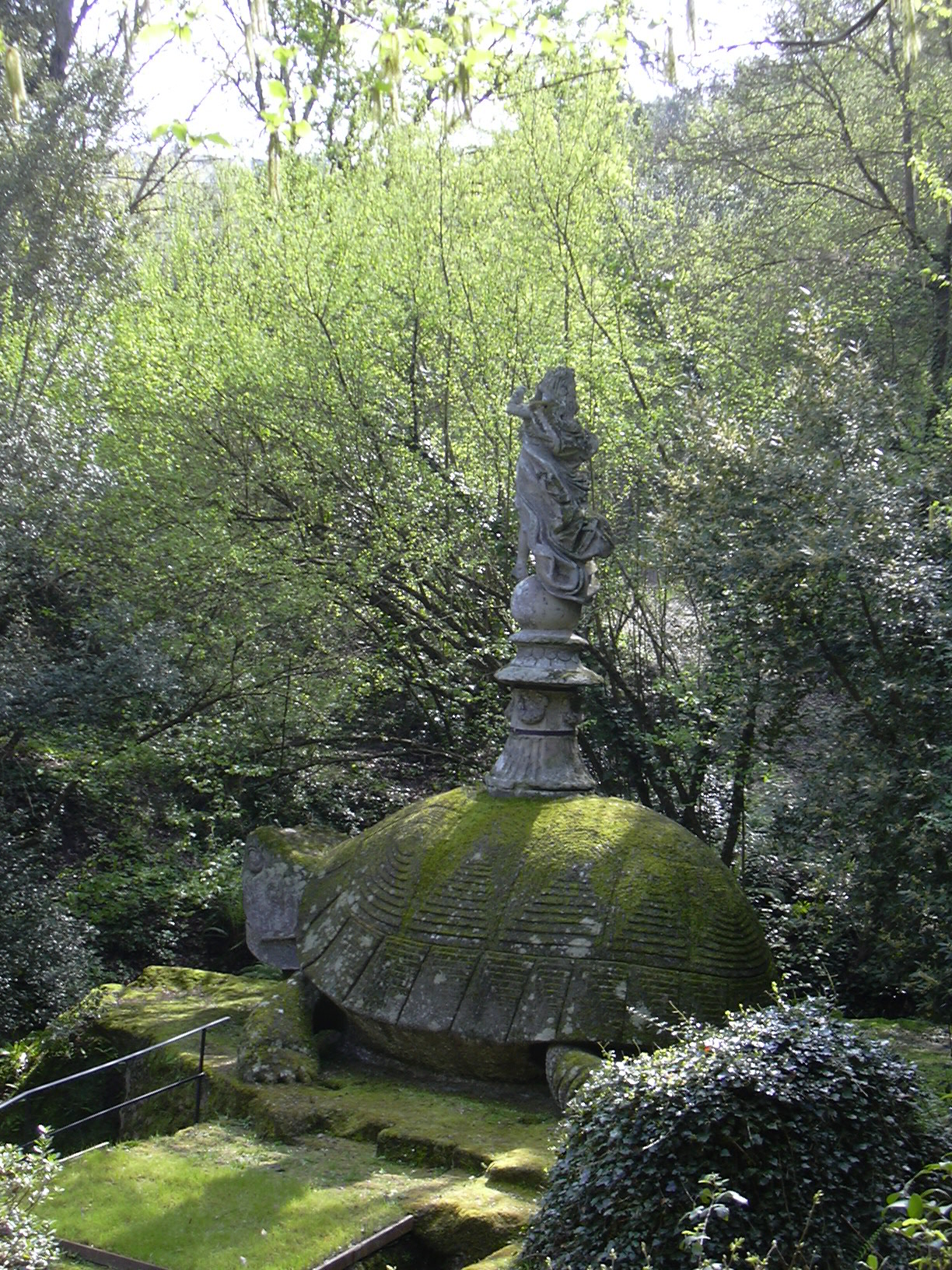
Rätselhafte Frauengestalt auf einer Schildkröte

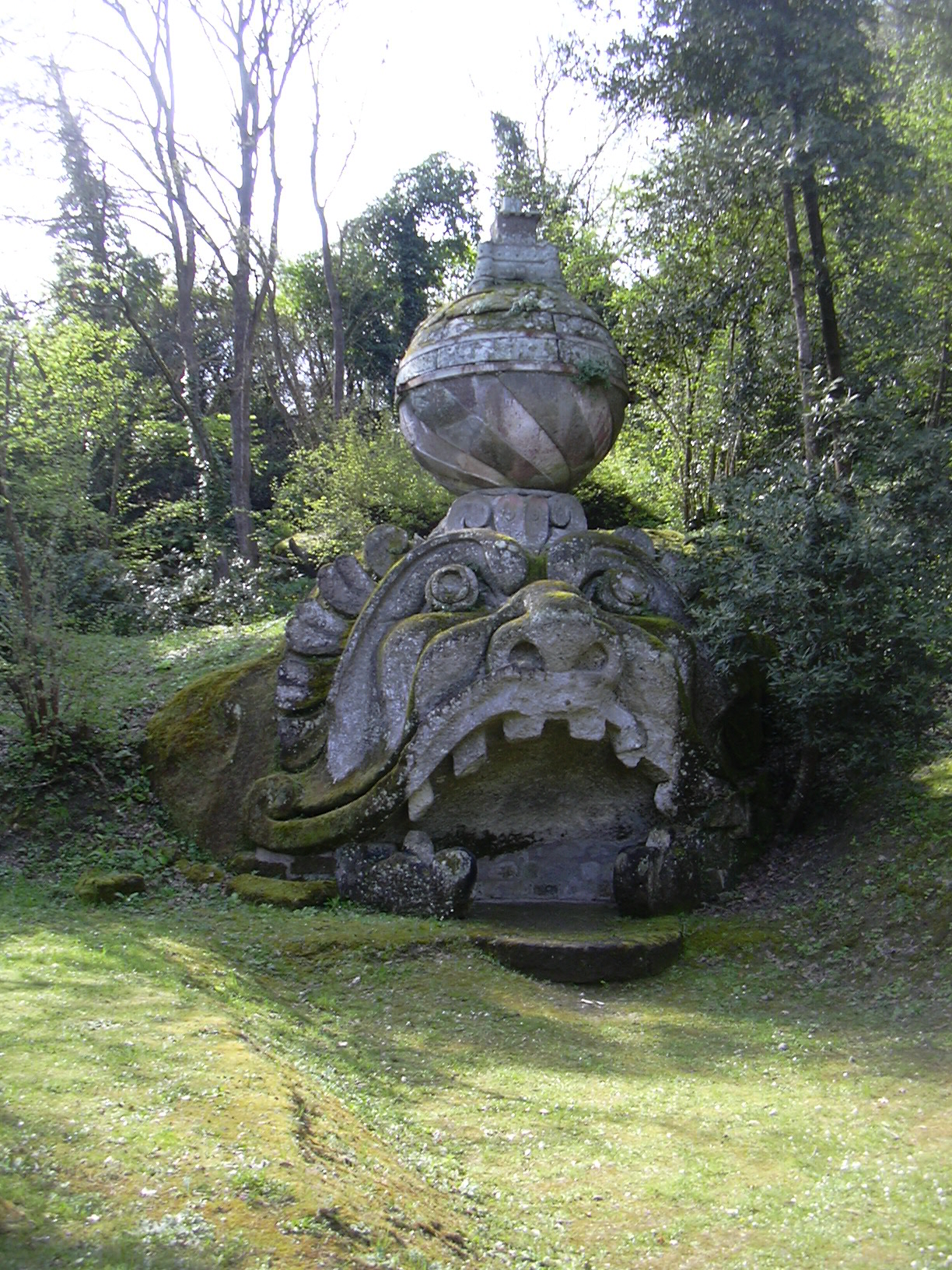
Glaukos

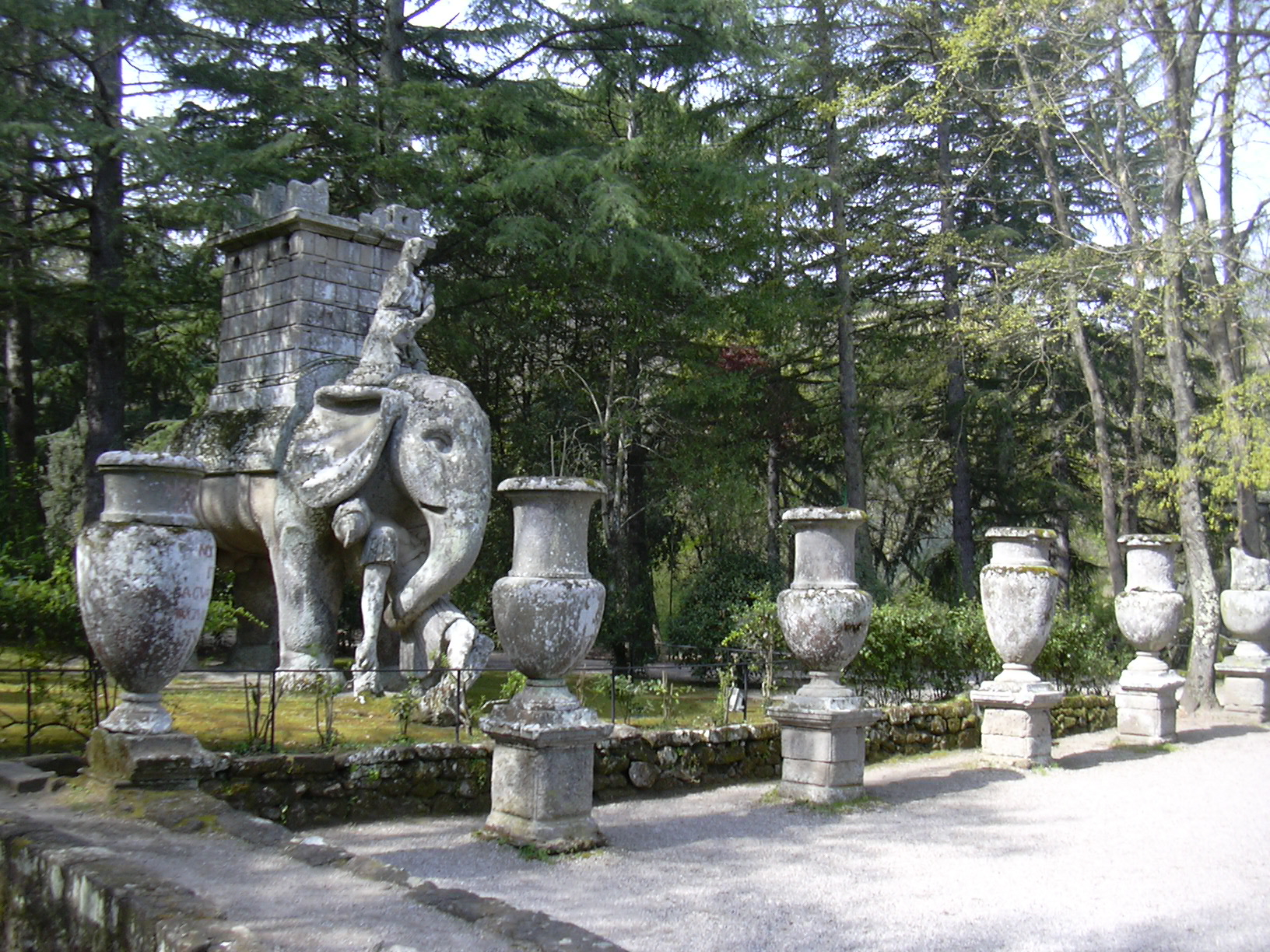
Elefant; griechische Vasen

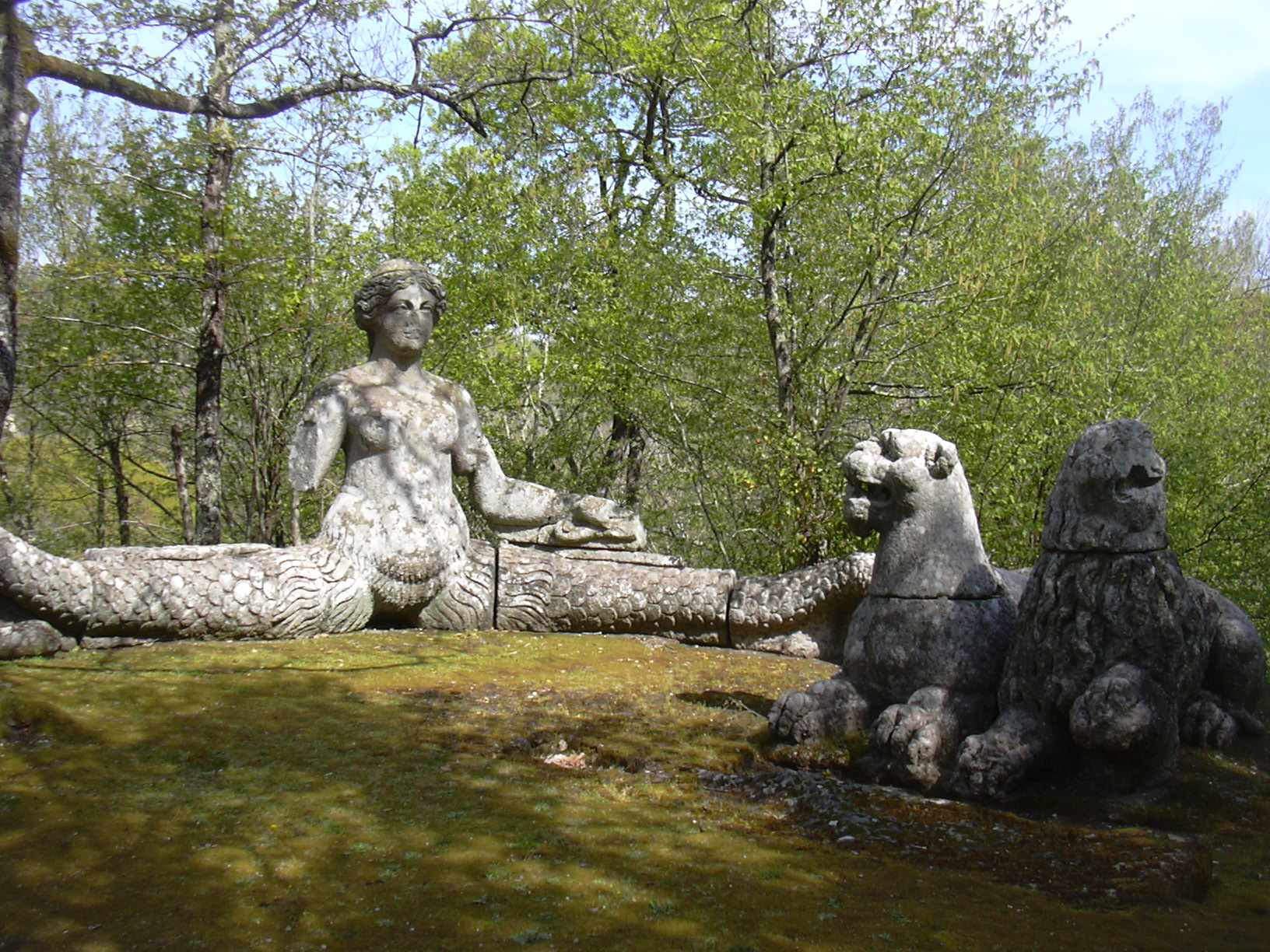
Sirene und zwei Löwen

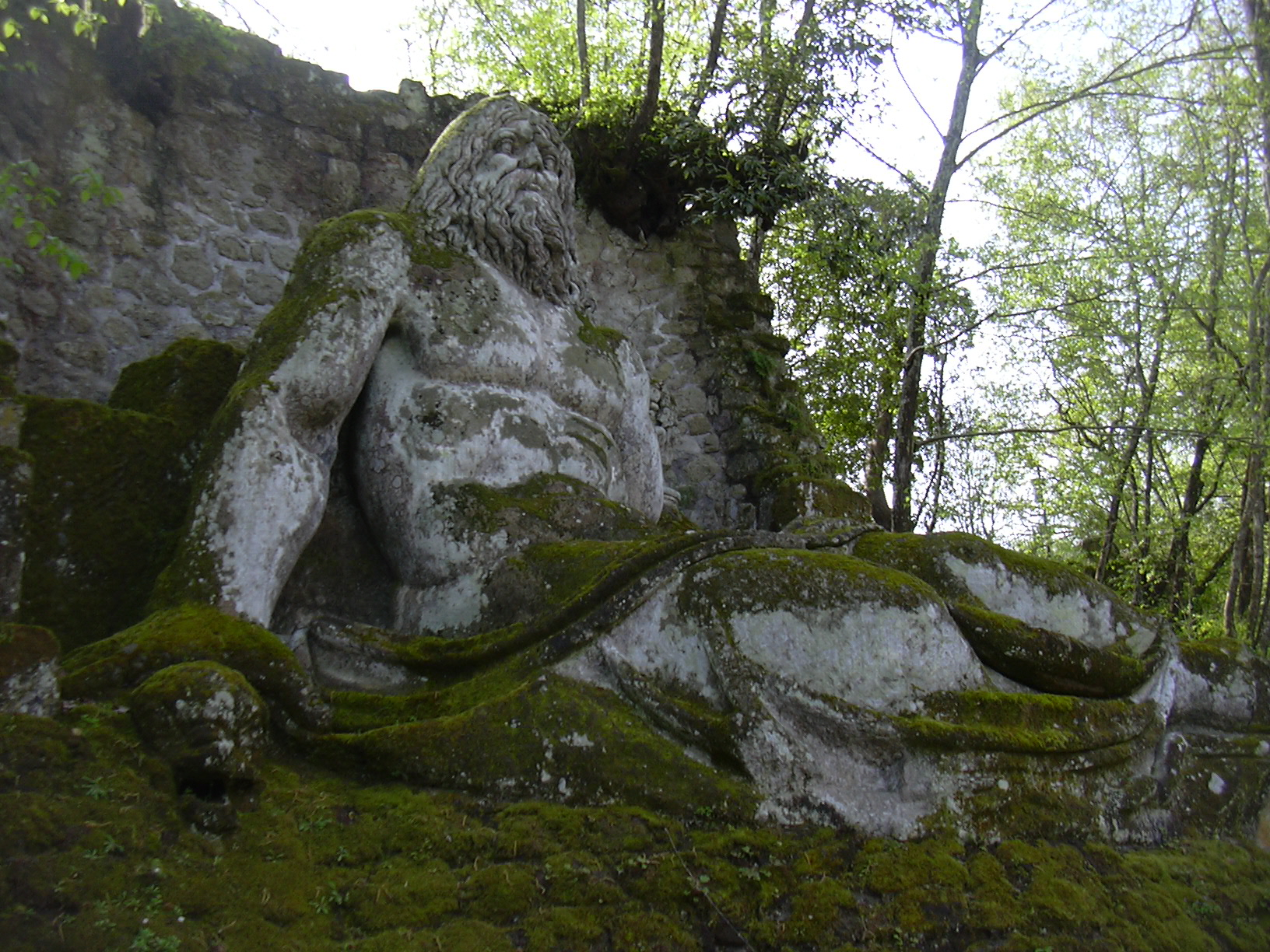
Neptun oder Pluto

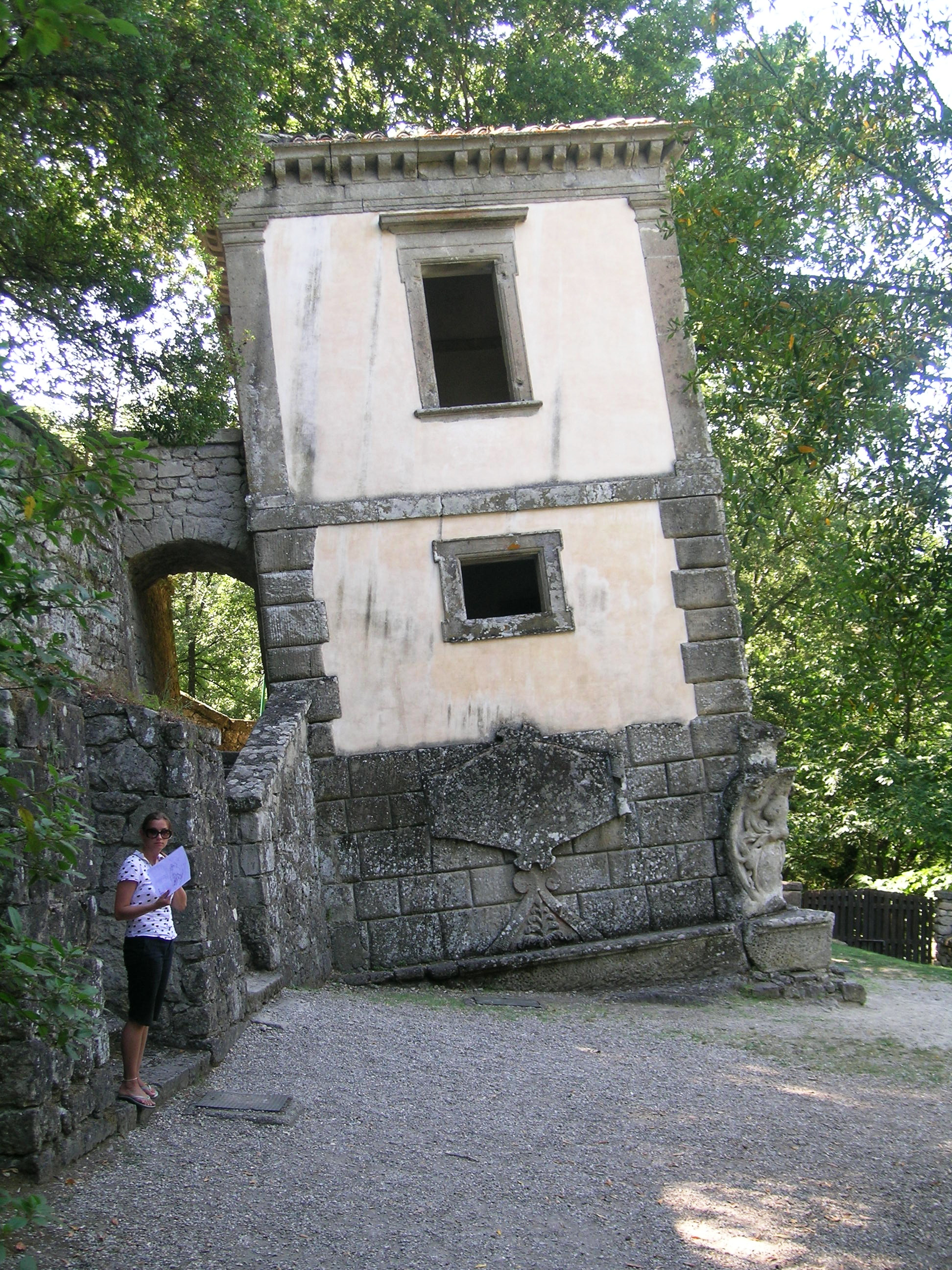
Schiefes Haus

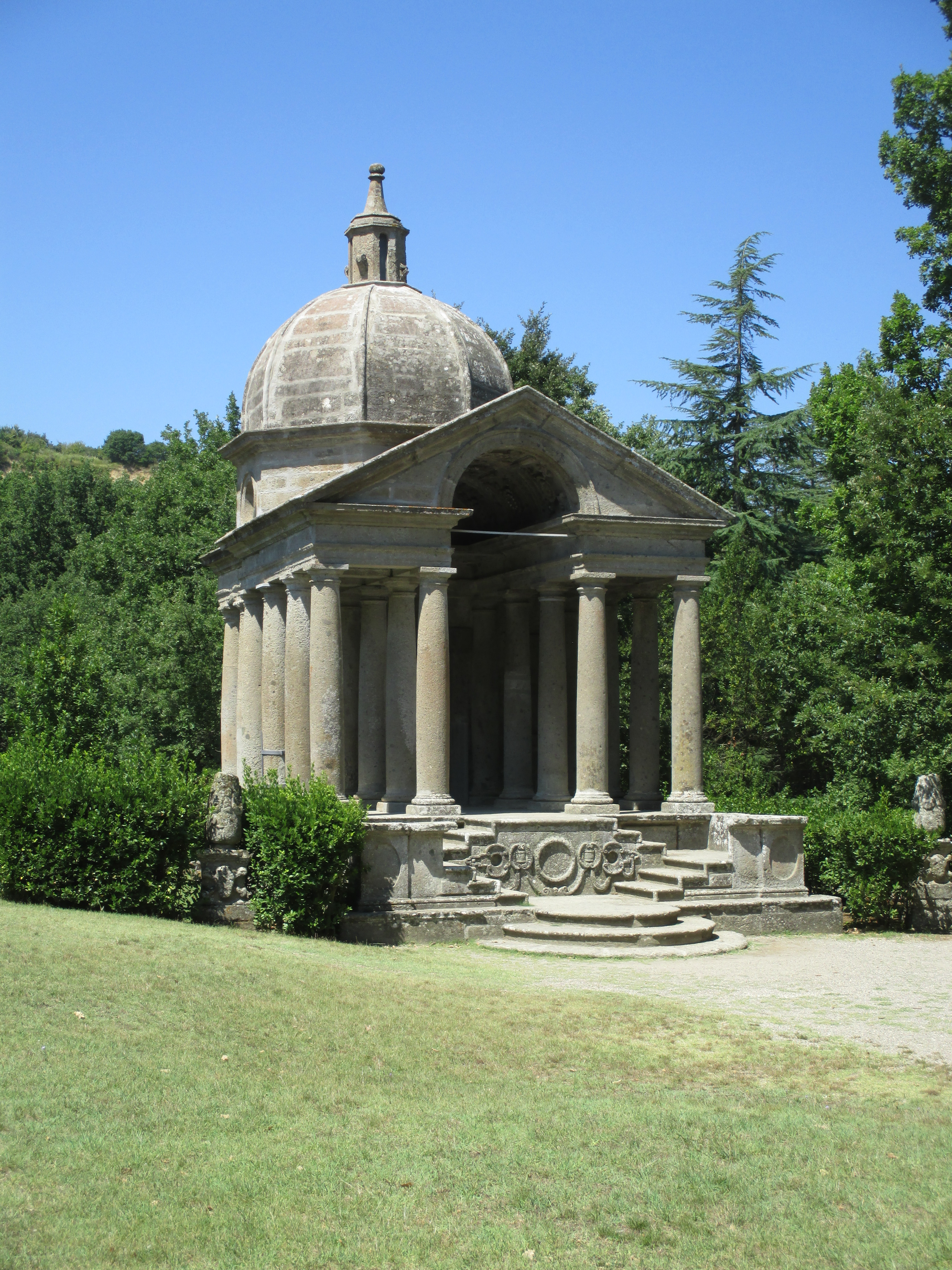
Der Tempietto

Der Sacro Bosco (deutsch Heiliger Wald), auch als Park der Ungeheuer (italienisch Parco dei Mostri) bekannt, ist ein mit grotesken Monumentalskulpturen und antikisierenden Architekturen ausgestatteter manieristischer Park. Er liegt in einem kleinen bewaldeten Tal etwas nördlich der Stadt Bomarzo in der mittelitalienischen Provinz Viterbo am Nordrand der Region Latium. Es ist keine vergleichbare Anlage in Italien bekannt.

## Geschichte
In mehr als 30 Jahren seines Lebens (1552–1585) ließ Vicino Orsini, der letzte Feudalherr von Bomarzo, den Skulpturenpark anlegen. Über den oder die Architekten sind keine Quellen vorhanden. Pirro Ligorio, Raffaelo da Montelupo, Bartolomeo Ammanati, Giacomo Barozzi da Vignola und sogar Michelangelo wurden gleichermaßen aus stilistischen Gründen geltend gemacht; wahrscheinlich geht die Gestaltung aber im Wesentlichen auf den Bauherren selbst zurück. Er widmete ihn seiner 1564 verstorbenen Frau Giulia Farnese, Tochter des Galeazzo Farnese (Herzog von Latera) – nicht zu verwechseln mit seiner Großmutter (mütterlicherseits) Giulia Farnese, der Maitresse Alexanders VI. Durch die Heirat eines Orsini mit einer Farnese, deren Familie mit Paul III. 1534 einen Papst stellte, wechselte Bomarzo schließlich in den päpstlichen Zentralstaat über und wurde durch Kardinäle verwaltet.
Vicino Orsini starb 1585. Nach seinem Tod geriet die Anlage in Vergessenheit. Erst Mitte des 20. Jahrhunderts wurden die verwitterten und völlig zugewachsenen Skulpturen in dem verwilderten Waldstück wiederentdeckt. Salvador Dalí war 1938 der erste prominente Besucher des Parks; einige seiner Motive verarbeitete er augenscheinlich in seinem Gemälde Die Versuchung des Heiligen Antonius (1946). 1954 erwarben Giancarlo Bettini († 30. Juli 1997) und seine Frau Tina Severi Bettini († 28. Juli 1987) das komplette Areal und kümmerten sich in der zweiten Hälfte des 20. Jahrhunderts um eine flächendeckende Instandsetzung. Historiker und Kunsthistoriker wurden auf die Anlage aufmerksam, und es erschien eine Reihe von Veröffentlichungen. Im 21. Jahrhundert ist die touristische Nutzung unter dem neuen Namen „Park der Ungeheuer“ ein bedeutender Wirtschaftsfaktor für die Gemeinde.

## Skulpturen-Wald
Durch einen Obstgarten gelangt der Besucher über den Bach Fosso della Concia, der sich durch das Tal des Sacro Bosco schlängelt, in den Heiligen Wald. Ca. 300 m westlich von zwei Sphingen fletscht ein monumentaler Glaukos die Zähne.
Die 30 übrigen Skulpturen und architektonischen Kompositionen aus dem lokal reichlich vorhandenen Peperin-Gestein vulkanischen Ursprungs stehen auf einem etwa 2 km2 großen Areal nordöstlich des Baches. Nach einigen Monumentalskulpturen (kämpfende Giganten, Frauengestalt auf Schildkröte, Pegasus), Nymphen und Brunnen ist ein kleines Theater im griechischen Stil über bemooste Stufen zugänglich. Nördlich eines schiefen Hauses (Casa Pendente) erstreckt sich eine von griechischen Vasen umgebene Terrasse, um die sich weitere Monumentalplastiken gruppieren: Neptun – nach anderer Interpretation Pluto –, ein Delfin, eine schlafende Frau, ein Drache, Ceres und ein Elefant.
Weiter nördlich kann der Besucher in den aufgesperrten Rachen des Orcus in eine finstere Kammer hinabsteigen. Wieder draußen, quert er eine Freifläche mit einer monumentalen griechischen Vase in der Mitte; vorbei an einer so genannten „etruskischen Sitzbank“ (Herkunft und tatsächliche Funktion unklar) schließt der Rundweg nach Westen zu einer weiteren Terrasse auf, begrenzt von steinernen Pinienzapfen und Eicheln. Wiederum ist diese Terrasse von Skulpturen umgeben, nämlich Cerberus mit drei Köpfen, zwei Furien, zwei Bären mit dem Familienwappen der Orsini, Löwen und Sirenen.
Auf einer Anhöhe liegt eine Rotunde, von der sich ein weiter Ausblick auf den Stadthügel von Bomarzo öffnet. In einem Oktogontempel liegt das Restauratoren-Ehepaar Bettini begraben. Ob er auch Mausoleum für Giulia Farnese ist, wird aus überlieferten Andeutungen des Grafen vermutet, konnte aber bisher nicht nachgewiesen werden.

## Interpretationen
In einer Inschrift über der „etruskischen Bank“ scheint Vicino Orsini dem Besucher seine Intention zu erklären, für den durch die Welt Vagabundierenden einen Park der Wunder anlegen zu wollen (Voi che pel mondo gite errando vaghi di veder meraviglie alte et stupende – „Ihr, die ihr durch die Welt auf vagen Reisen umherirrt, die hohen und erstaunenden Wunder zu sehen…“). Auf der von Pinienzapfen und Eicheln gesäumten Terrasse verrät eine andere Inschrift, dass es sich um einen Sacro Bosco („Heiligen Wald“) handele.
Der gesamte Skulpturenwald steckt voller Inschriften, die jedoch mehr verwirren als erhellen. Zahlreiche Einzelinterpretationen sind bereits versucht worden, ein übergreifendes Konzept bzw. moralisierendes Programm, nach dem immer wieder gesucht worden ist, konnte nicht nachgewiesen werden.
Auf alle Fälle verbinden sich Gestalten der griechischen Mythologie mit antiken historischen und literarischen Motiven der Renaissance. Der Elefant wurde mit Hannibal in Verbindung gebracht.
Ein leicht abgewandeltes Zitat aus Petrarcas Canzoniere (Sonett Nr. 293) wurde in der Inschrift auf einem Säulenstumpf gelesen: Sol per sfogare il core – „Nur, um seinem Herzen Luft zu machen“. Andere Interpreten wollen ein ähnliches Zitat bei Vittoria Colonna gefunden haben.
In den Monumentalfiguren – vom Kampf der Giganten bis zum Orcus – sind Motive aus Ariosts Rasendem Roland erkannt worden; eine Inschrift verweist auf „Anglante“, wie der Protagonist alternativ bei Ariost genannt wird. Der Wald als Handlungsort, in dem wunderliche Dinge geschehen, nimmt beim Rasenden Roland schon eine Schlüsselrolle ein. Einen Zauberwald mit Flüssen und Quellwasser (Selva di Oronte) gibt es aber auch in Bernardo Tassos Verarbeitung des Amadis-de-Gaula-Stoffes (L’Amadigi di Francia); auf diesen verweist wiederum eine Inschrift auf einer griechischen Vase, Tag und Nacht seien die Wächter dieser Quelle, um jegliches Unrecht von ihr abzuwenden.
Alle diese Zuordnungen erscheinen plausibel im Zusammenhang mit Vicino Orsini, dessen historische und literarische Vorbildung verifiziert ist.
Andere Kunstgriffe im Park verweigern sich jedoch logischer Zuordnung. Dass im Rachen des Orcus ein Tisch steht, der zum Bankett einlädt, wirkt beispielsweise ebenso befremdend wie der Spruch unter der Nase des Ungeheuers: Ogni pensiero vola – „Jeder Gedanke fliegt“.
Angesichts vieler ungelöster Rätsel bei den Zuordnungen greift nach wie vor die These, ein Gesamtkonzept sei nicht vorhanden; vielmehr habe Orsini Chaos und Verwirrung des Betrachters bewusst herbeiführen wollen. In einer anderen Inschrift lässt Orsini genau diesen Punkt offen: Tu ch’entri qua con mente parte a parte et dimmi poi se tante meraviglie sien fatte per inganno o pur per arte – „Du, der Du Stück für Stück mit Verstand hier hereinkommst, sage mir hinterher, ob so viele Wunder aus Täuschungsabsicht oder um der Kunst willen gemacht worden sind“. Da das italienische Wort außer „Kunst“ aber auch „Zauber“ (im ästhetischen wie im magischen Sinne) bedeuten kann, ist diese Aufforderung spitzfindig und doppeldeutig.

## Touristische Nutzung

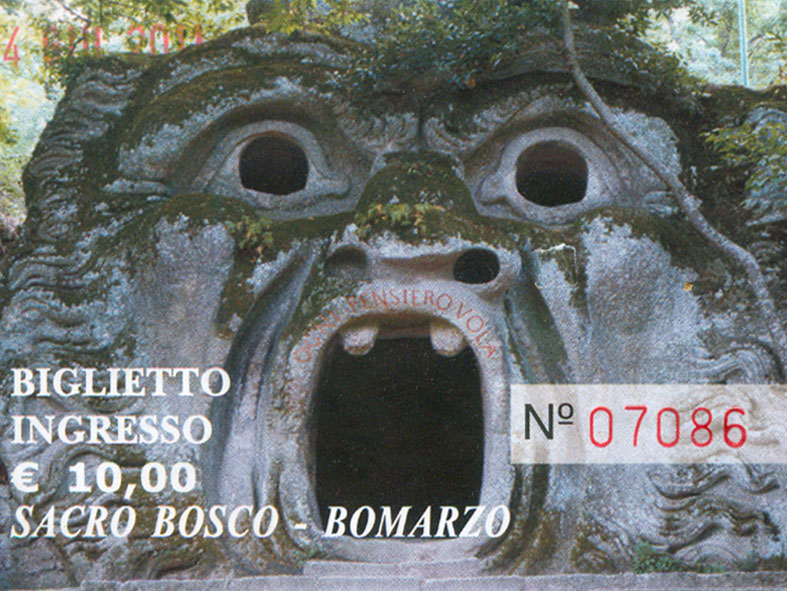
Eintrittskarte 2011 mit dem Orcusrachen

Im Eingangsbereich befinden sich Souvenirstände und ein Restaurant; es können Agrarprodukte der Region erworben werden. Picknickplätze, Minizoo und Spielplatz machen den Park zusätzlich familienfreundlich. Der Park ist vor allem an den Wochenenden in den Sommermonaten stark besucht.
Die Infrastruktur Bomarzos ist nicht auf Dauergäste und Pauschaltourismus ausgerichtet, dennoch sind die Arbeitsplätze, die durch die Pflege und Unterhaltung des Parks geschaffen worden sind, ein wichtiger Wirtschaftsfaktor für die kleine Gemeinde.